# Cim de Pomerola
El Cim de Pomerola és una muntanya de 2.453,7 metres que fa de límit dels termes comunals de Mentet i de Pi de Conflent, tots dos de la comarca del Conflent, a la Catalunya del Nord.
Es troba a la zona oriental del terme de Mentet i a la sud-occidental del de Pi de Conflent. És al nord-oest de la Mort de l'Escolà i al sud del Pla Seguelar.